# Сети связи специального назначения

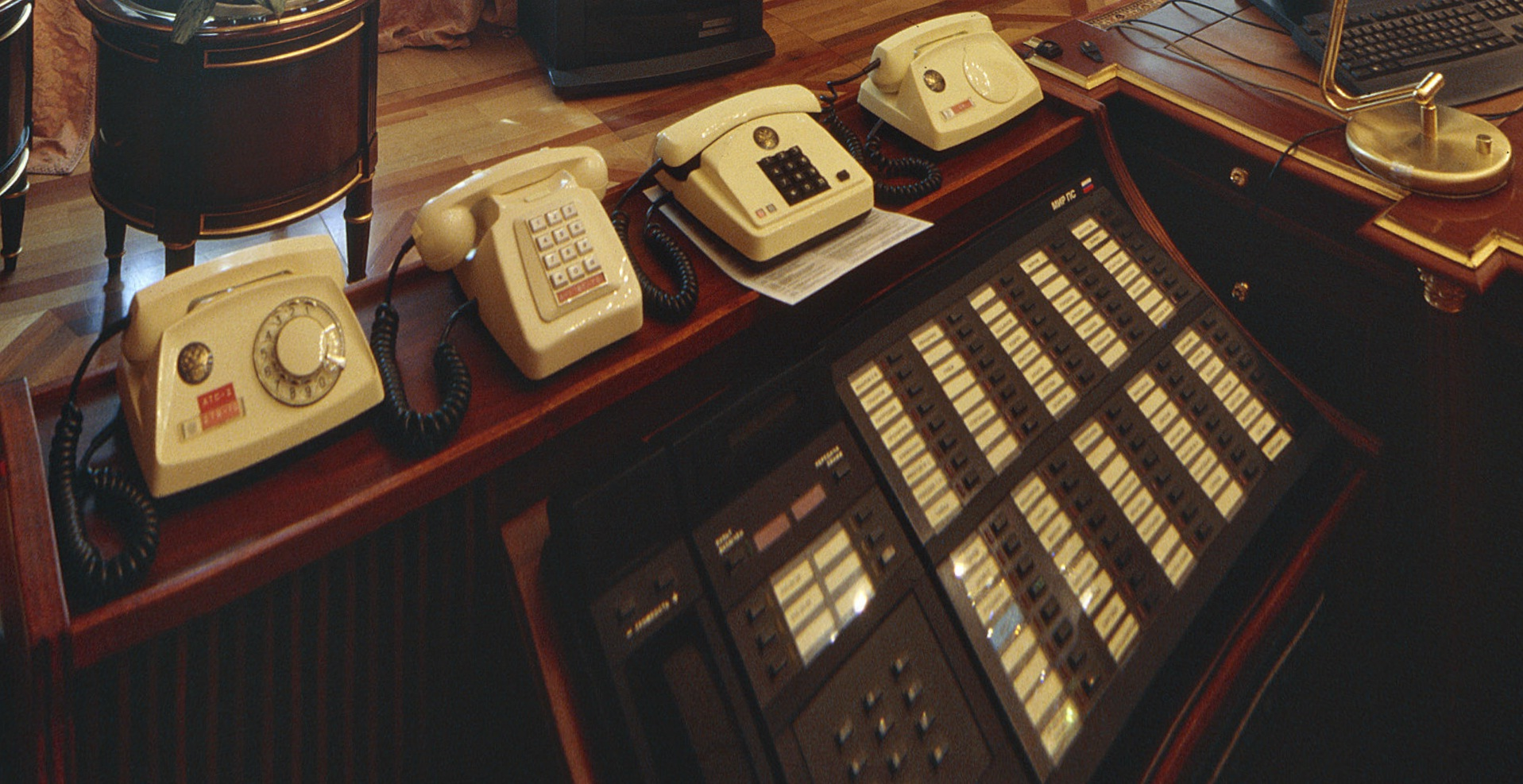
Рабочие телефоны в кабинете президента РФ

Cети связи специального назначения (до 2003 года ведомственные сети связи) — сети электросвязи в Российской Федерации, создаваемые для производственных и специальных потребностей органов государственной власти и крупных государственных предприятий, госкорпораций. Ведомственные сети связи могут выполнять роль среды передачи данных (интранет) и организации внутренней телефонной связи.
Нередко в ведомственных телефонных сетях связи используются прямые телефонные линии, обеспечивающие соединение только с одним пользователем, без возможности набора номера других абонентов. В таких случаях коммутация вызова может отсутствовать вообще или выполняться диспетчером (вызываемым по единственной линии) вручную.
Зачастую ведомственные телефонные сети связи имеют выход на сеть связи общего пользования для части абонентов с заменой телефонного номера или с добавление префикса (по аналогии с DID, см. также DISA). Аналогичным образом компьютерные сети связи могут иметь выход в международную открытую сеть Интернет, как правило такое разрешение выдаётся только отдельным пользователям или группам пользователей в связи с производственной необходимостью и т. п.. Ведомственные сети связи используются также для предоставления услуг связи населению и другим пользователям.

## История
В СССР сети и системы электросвязи разделялись на:
- общегосударственные;
- ведомственные:
  - общепроизводственные;
  - внутрипроизводственные.[1]

В 1995 году в российском законодательстве появилось понятие ведомственные сети связи, которое включало сети для производственных и специальных нужд.:Ст. 8 В 2004 году в российском законодательстве появились понятия: технологические сети связи и сети связи специального назначения.:ст. 15, 16

## Cети связи специального назначения
Cети связи специального назначения предназначены для:
- нужд органов государственной власти;
- обороны России;
- безопасности государства;
- обеспечения правопорядка.[3]:Ст.16

В ранее действовавшем с 1995 года законе такие сети не имели отдельного обозначения, соответствующая статья имела название Сети связи для нужд управления, обороны, безопасности и охраны правопорядка в Российской Федерации.:Ст. 9
Владимир Путин подписал Федеральный закон "О внесении изменений в Федеральный закон «О связи» 2 марта 2016 года, который принят Государственной Думой 19 февраля 2016 года и одобрен Советом Федерации 26 февраля 2016 года.
В целях расширения возможностей использования связи для нужд органов государственной власти, нужд обороны страны, безопасности государства и обеспечения правопорядка Федеральным законом устанавливается, что сети связи специального назначения могут быть присоединены к сети связи общего пользования без перевода в категорию сетей связи общего пользования на основании заключаемых операторами связи и владельцами сетей связи специального назначения договоров о присоединении сетей электросвязи.
При этом Федеральным законом вводится понятие «владелец сети связи специального назначения», под которым понимаются осуществляющие управление сетью связи специального назначения, в том числе через соответствующие центры управления, и владеющие ею на праве оперативного управления федеральный орган исполнительной власти, его территориальный орган, подразделение федерального органа исполнительной власти, осуществляющее отдельные полномочия указанного федерального органа.
Владельцу сети связи специального назначения может быть выделен ресурс нумерации из ресурса нумерации сети связи общего пользования.
Федеральным законом уточняется, что сети связи специального назначения не могут использоваться для возмездного оказания услуг присоединения и услуг по пропуску трафика (наряду с уже предусмотренным запретом на использование сетей связи специального назначения для возмездного оказания услуг связи).
Федеральным законом устанавливается, что операторы сети связи общего пользования обязаны оказывать услуги присоединения владельцам сетей связи специального назначения в соответствии с правилами присоединения сетей электросвязи и их взаимодействия, утверждёнными Правительством Российской Федерации.
Наряду с этим, Федеральным законом предусматривается право федерального органа исполнительной власти в области связи изымать полностью или частично ресурс нумерации, выделенный владельцу сети связи специального назначения, а также основания для такого изъятия.
В соответствии с Федеральным законом Правительство Российской Федерации наделяется полномочиями по установлению порядка указанного изъятия и по определению федерального органа исполнительной власти, уполномоченного на осуществление контроля за использованием выделенного владельцу сети связи специального назначения ресурса нумерации.

## Примеры ведомственных, выделенных сетей и сетей специального назначения
- Телефонная сеть МинОбороны — объединены подразделения министерства в регионах РФ, военные городки и т. п.
- Академсеть — гибридная сеть и каналы связи ЭВМ Академии наук России и Академии наук стран СНГ
- Сеть Госкомстата
- Сеть Совпак
- Сеть Тампак
- Сеть «Искра» и «Искра-2»
- Сети «Экспресс-2» и «Экспресс-3» — для обеспечения резервирования мест в информационной системе РЖД
- Связь на железнодорожном транспорте РФ